# Ulla Viotti
Ulla Lilli Marianne Viotti, født 20. november 1933 i Eskilstuna, død 14. juli 2025, var en svensk maler, billedhugger og keramiker. 
Ulla Viottis forældre var kantoren Gösta Viotti og kunstneren Viveka Viotti. Ulla Viotti studerede på School of Art i Blackpool i Storbritannien 1950-1951 og på Konstfack i Stockholm 1952-1956, de første to år i keramikafdelingen og derefter i skolens højere kunstindustrielle afdeling. Herefter fulgte en række studierejser til blandt andet England, Danmark, Italien, Frankrig, Grækenland og Fjernøsten. Hun blev tildelt et legat fra Svenska slojdföreningen og et stipendium fra Kungafonden i 1961 samt et rejselegat fra Vänner af Värmlands museum. Hun var inviteret af International Symposium for Architectural Ceramics til et seks måneders ophold i Israel i 1966-1967. Separat udstillede hun i blandt andet Karlskoga og på Konsthantverkarna i Stockholm. Sammen med Gerd Hagman og Clara Salander udstillede hun i 1962 i Umeå og sammen med Birger Forsberg i Karlstad og sammen med Gabi Citron-Tengborg og Märit Lindberg-Freund i Gällivare. 
Fra 1958 deltog har hun i adskillige udstillinger af Länets konst på Örebro läns museum samt Wadköpingsbornas sommerudstillinger 1965-1966, Värmlands Kunstforenings efterårssaloner på Värmlands Museum, Sörmlands Salonnerna i Eskilstuna, Nyköping og Södertälje samt jubilæumsudstillingen med svensk kunsthåndværk i Liljevalchs kunsthal i 1962 og den svenske hantverksforenings udstilling Form-Fantasia. Internationalt har hun været repræsenteret på udstillinger i Viterbo, Haifa og Tel Aviv. Hun arbejdede i Karlskoga 1960-1965, i Wadköping i Örebro 1965-1976 og Hammenhög i Österlen 1976-2005. Siden 2005 boede og arbejdede hun i Brantevik i Österlen. Hendes kunst består af rustik utilitaristisk lertøj, keramiske skulpturer og lerelieffer samt malerier og tegninger. Viotti er repræsenteret på blandt andet Nationalmuseum i Stockholm , Värmlands Museum, Jönköping County Museum og den israelske stats samlinger.
I Aabenraa findes Telemuren, der blev indviet i 1993 og er et af Ulla Viottis mest bemærkelsesværdige værker. For at gøre plads til en byudvidelse besluttede byrådet i 2007 at nedtage og deponere kunstværket . I 2023 blev værket genopsat ved Gasværksvej lige bag Sønderjyllandshallen.

## Galleri
- Cimbris i Simrishamn
- Energi-Magi, Konst på Hög
- Parken ved Konsthallen Hishult
- Kaptenens gruva i Höganäs